# Вячеслав Зудов
Вячесла́в Дми́триевич Зу́дов (род. на 8 януари 1942 г. в Бор, днешна Нижегородска област е летец-космонавт на СССР.

## Биография
Роден е в семейството на служещ. През 1949 г. семейството му пристига в гр. Електростал (Московска област), където през 1960 г. завършва средно училище № 3 в града и постъпва в Балашовското висше военно авиационно училище за летци. От 1963] г. служи в частите на военнотранспортната авиация на Съветската армия.
През 1965 г. е зачислен в отряда на съветските космонавти. Преминава пълния курс по космическа подготовка и подготовка за полети на космическите кораби от типа „Союз“. През 1970-те години преминава подготовка за полети на военната орбитална станция тип „Алмаз“. През юли и август 1974 г. влиза в резервните екипажи за полетите на космическите кораби „Союз 14“ и „Союз 15“.
От 14 до 16 октомври 1976 г. заедно с Валерий Рождественски извършва полет в космоса като командир на космическия кораб „Союз 23“. Програмата на полета предвижда работа на борда на орбиталната станция „Салют-5“, но поради проблеми със системата за сближаване скачването на кораба и станцията е отменено. Заради неразчетения режим на кацане спускаемият апарат се приводнява в езерото Тенгиз.
След полета продължава работата си в Центъра за подготовка на космонавти „Ю. Гагарин“ (ЦПК „Ю. Гагарин“) като командир на група в отряда на космонавтите. През април 1980 г. и март 1981 г. влиза в състава на дублиращите екипажи за полетите на космическите кораби „Союз 35“ и „Союз Т-4“.
През 1980 г. завършва Военновъздушната академия „Ю. Гагарин“, а след това Академията за обществени науки при ЦК на КПСС. През 1987 – 1991 г. е заместник-началник на политическия отдел на ЦПК „Ю. Гагарин“. Напуска всички постове през 1992 г.

## Награди
- Герой на Съветския съюз (указ на Президиума на Върховния съвет на СССР от 5 ноември 1976 г.)
- Орден „Ленин“
- Почетен диплом „В. Комаров“
- Почетен гражданин на градове в Русия (Бор, Електростал, Калуга) и Казахстан (Аркалик, Джезказган, Ленинск).

- Космонавтика. Вячеслав Зудов.